# Jakob Karlberg
Nils Jakob Karlberg, född 13 september 1994 i Alingsås, är en svensk musikartist och låtskrivare.

## Biografi
Jakob Karlberg är uppvuxen i Alingsås, där han även var klasskamrat med artisten Moa Lignell. Han har sysslat med musik sedan barndomen och medverkat i talangtävlingar som Musik Direkt 2009, GP Scen 2010 och Idol 2011. Från 2009 spelade han några år i rockabillybandet Sixten and the Cupcakes från Alingsås, varefter han 2013–2015 gick musikutbildningen Musikmakarna. 
Efter att han fått kontrakt med Sony Music blev hans debutsingel "Fan va bra" (april 2015) årets "sommarplåga" 2015 och ledde till fyra gånger platinaskiva samt medverkan i en mängd sammanhang som Allsång på Skansen, Lotta på Liseberg med mera, där han även framförde uppföljarsingeln "Fel på dig". Hösten 2015 turnerade han i Sverige. Han har även fått en stor följarskara med sina covers på kända låtar på Youtube.
Jakob Karlberg tävlade i Melodifestivalen 2020 med låten "Om du tror att jag saknar dig" och i den sista deltävlingen som ägde rum i Malmö 22 februari 2020.

## Diskografi

### Singlar
- 2015 - "Fan va bra" (#7 Sverigetopplistan)[3]
- 2015 - "Fel på dig"
- 2016 - "Haltar"
- 2016 - "Trädgårn"
- 2016 - "Kamrat"
- 2016 - "1990"
- 2017 - "Ta med dig solen"
- 2018 - "Generad"
- 2018 - "Du har kommit nu"
- 2018 - "Jag har aldrig"
- 2019 - "Varje andetag"
- 2019 - "Över mig"
- 2019 - "Din vän"
- 2019 - "Nästa Jul"
- 2020 - "Om du tror att jag saknar dig"
- 2021 - "Amanda"